# Expo 1974
L'Esposizione specializzata del 1974 (ufficialmente Exposition internationale de l'environnement, Spokane 1974 - Expo'74 World's fair, Esposizione internazionale dell'ambiente) si svolse a Spokane  Stati Uniti dal 4 maggio al 3 novembre.
L'esposizione del 1974 è stata la prima con tema ambientale e, fino alla Expo 1982 di Knoxville quella ospitata nella città più piccola.

## Sito
Il sito espositivo comprendeva le isolette Havermale e Canada Island sul fiume Spokane, nonché dalle rive nord e sud dello stesso fiume, in prossimità delle isole.

## Dopo la Expo
Al termine della manifestazione il sito espositivo è stato riconvertito a parco ricreativo e ludico; attualmente è denominato Riverfront park. Sono presenti le seguenti infrastrutture e attrazioni:
- un cinema IMAX;
- la telecabina Spokane Falls SkyRide;
- la giostra dei cavalli  Looff Carrousel;
- una serie di attrazioni denominate Pavilion Amusement Rides;
- un palaghiaccio all'aperto;
- un minigolf.